# 史蒂芬妮·歐巴默瑟
史蒂芬妮·歐巴默瑟（1988年10月14日—）是一名奧地利射擊運動員，曾代表國家參加2012年倫敦奧運的50公尺步槍三姿及10公尺空氣步槍比賽，並未獲得獎牌。